# Neuvy-sur-Barangeon
Pour les articles homonymes, voir Neuvy.
Neuvy-sur-Barangeon est une commune française située dans le département du Cher en région Centre-Val de Loire.

## Géographie

### Localisation
Le village est situé dans la région naturelle de la Sologne berrichonne puisqu'elle est sur les territoires de la Sologne (territoire aux frontières non administratives) et du Berry, territoire aux frontières administratives s'étalant sur deux départements : le Cher et l'Indre.
La commune est située à dix-huit kilomètres au nord-est de Vierzon et à une trentaine de kilomètres au nord de Bourges.

### Climat
Pour des articles plus généraux, voir Climat du Centre-Val de Loire et Climat du Cher.
En 2010 le climat de la commune est de type climat océanique dégradé des plaines du Centre et du Nord, selon une étude du CNRS s'appuyant sur une série de données couvrant la période 1971-2000. En 2020 Météo-France publie une typologie des climats de la France métropolitaine, dans laquelle la commune est exposée à un climat océanique altéré et est dans la région climatique Centre et contreforts nord du Massif Central, caractérisée par un air sec en été et un bon ensoleillement. 
Pour la période 1971-2000 la température annuelle moyenne est de 11 °C, avec une amplitude thermique annuelle de 15,8 °C. Le cumul annuel moyen de précipitations est de 752 mm, avec 11,5 jours de précipitations en janvier et 7,4 jours en juillet. Pour la période 1991-2020 la température moyenne annuelle observée sur la station météorologique installée sur la commune est de 11,5 °C et le cumul annuel moyen de précipitations est de 869,7 mm,. 
Les chiffres ci-dessus sont extraits de Sancoins, cette commune ne reflète pas Neuvy-sur Barangeon et son microclimat[réf. nécessaire]. 
Sur la commune il n'y a pas de station Météo, seul le CNRS ont installé une plateforme depuis 2017-2018, à la Tourbière de la Guette.
Pour l'avenir, les paramètres climatiques de la commune estimés pour 2050 selon différents scénarios d'émission de gaz à effet de serre sont consultables sur un site dédié publié par Météo-France en novembre 2022.
| Mois                                  | jan.             | fév.             | mars           | avril           | mai             | juin            | jui.           | août           | sep.          | oct.            | nov.             | déc.             | année      |
| ------------------------------------- | ---------------- | ---------------- | -------------- | --------------- | --------------- | --------------- | -------------- | -------------- | ------------- | --------------- | ---------------- | ---------------- | ---------- |
| Température minimale moyenne (°C)     | 0,5              | −0,3             | 1,7            | 3,8             | 7,6             | 10,9            | 12,4           | 11,9           | 8,6           | 6,6             | 3,1              | 0,9              | 5,6        |
| Température moyenne (°C)              | 4,1              | 4,5              | 7,8            | 10,5            | 14,3            | 17,7            | 19,6           | 19,3           | 15,7          | 12,2            | 7,4              | 4,5              | 11,5       |
| Température maximale moyenne (°C)     | 7,8              | 9,3              | 13,9           | 17,1            | 21              | 24,6            | 26,9           | 26,8           | 22,7          | 17,7            | 11,6             | 8,2              | 17,3       |
| Record de froid (°C) date du record   | −15,8 02.01.1997 | −15,2 09.02.1991 | −14,6 01.03.05 | −6,8 04.04.1996 | −2,3 18.05.1991 | −1,1 05.06.1991 | 3,8 14.07.1998 | 0,9 29.08.1998 | −2 25.09.02   | −7,3 31.10.1997 | −12,3 24.11.1998 | −14,1 29.12.1996 | −15,8 1997 |
| Record de chaleur (°C) date du record | 18,3 05.01.1999  | 22 27.02.19      | 25,7 16.03.12  | 31,2 30.04.05   | 33,2 27.05.05   | 39,3 27.06.19   | 40,1 25.07.19  | 41,9 12.08.03  | 35,5 13.09.16 | 29,9 01.10.11   | 24,2 07.11.15    | 18,7 16.12.1989  | 41,9 2003  |
| Précipitations (mm)                   | 77,7             | 65,1             | 64,1           | 69,8            | 76,2            | 62              | 66             | 64,1           | 70,1          | 82,6            | 83,6             | 88,4             | 869,7      |

## Urbanisme

### Typologie
Au 1er janvier 2024, Neuvy-sur-Barangeon est catégorisée commune rurale à habitat dispersé, selon la nouvelle grille communale de densité à 7 niveaux définie par l'Insee en 2022.
Elle est située hors unité urbaine. Par ailleurs la commune fait partie de l'aire d'attraction de Vierzon, dont elle est une commune de la couronne,. Cette aire, qui regroupe 20 communes, est catégorisée dans les aires de moins de 50 000 habitants,.

### Occupation des sols
L'occupation des sols de la commune, telle qu'elle ressort de la base de données européenne d’occupation biophysique des sols Corine Land Cover (CLC), est marquée par l'importance des forêts et milieux semi-naturels (79,9 % en 2018), en augmentation par rapport à 1990 (77,6 %). La répartition détaillée en 2018 est la suivante : 
forêts (78,7 %), prairies (9,1 %), terres arables (4,5 %), zones agricoles hétérogènes (3,4 %), zones urbanisées (1,8 %), milieux à végétation arbustive et/ou herbacée (1,2 %), eaux continentales (0,9 %), zones humides intérieures (0,4 %).
L'évolution de l’occupation des sols de la commune et de ses infrastructures peut être observée sur les différentes représentations cartographiques du territoire : la carte de Cassini (XVIIIe siècle), la carte d'état-major (1820-1866) et les cartes ou photos aériennes de l'IGN pour la période actuelle (1950 à aujourd'hui).

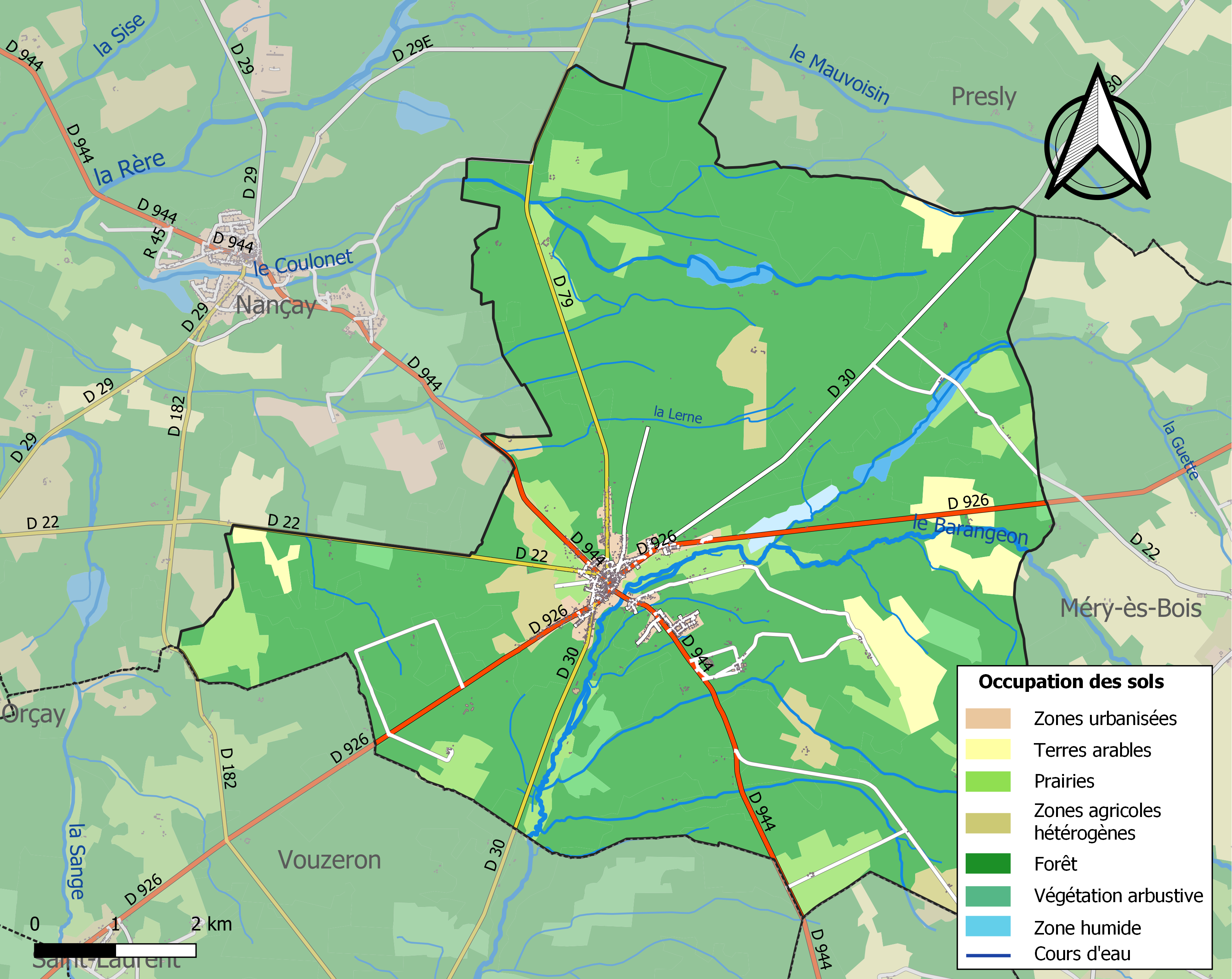
Carte des infrastructures et de l'occupation des sols de la commune en 2018 (CLC).

### Risques majeurs
Le territoire de la commune de Neuvy-sur-Barangeon est vulnérable à différents aléas naturels : météorologiques (tempête, orage, neige, grand froid, canicule ou sécheresse), feux de forêts, mouvements de terrains et séisme (sismicité très faible). Il est également exposé à un risque technologique, le transport de matières dangereuses. Un site publié par le BRGM permet d'évaluer simplement et rapidement les risques d'un bien localisé soit par son adresse soit par le numéro de sa parcelle.

#### Risques naturels
Le département du Cher est moins exposé aux risques de feux de forêts que le pourtour méditerranéen ou le golfe de Gascogne. Néanmoins la forêt occupe près du quart du département et certaines communes sont très vulnérables, notamment les communes de Sologne dont fait partie Neuvy-sur-Barangeon. Il est ainsi défendu aux propriétaires de la commune et à leurs ayants droit de porter ou d’allumer du feu dans l'intérieur et à une distance de 200 mètres des bois, forêts, plantations, reboisements ainsi que des landes. L’écobuage est également interdit, ainsi que les feux de type méchouis et barbecues, à l’exception de ceux prévus dans des installations fixes (non situées sous couvert d'arbres) constituant une dépendance d'habitation.

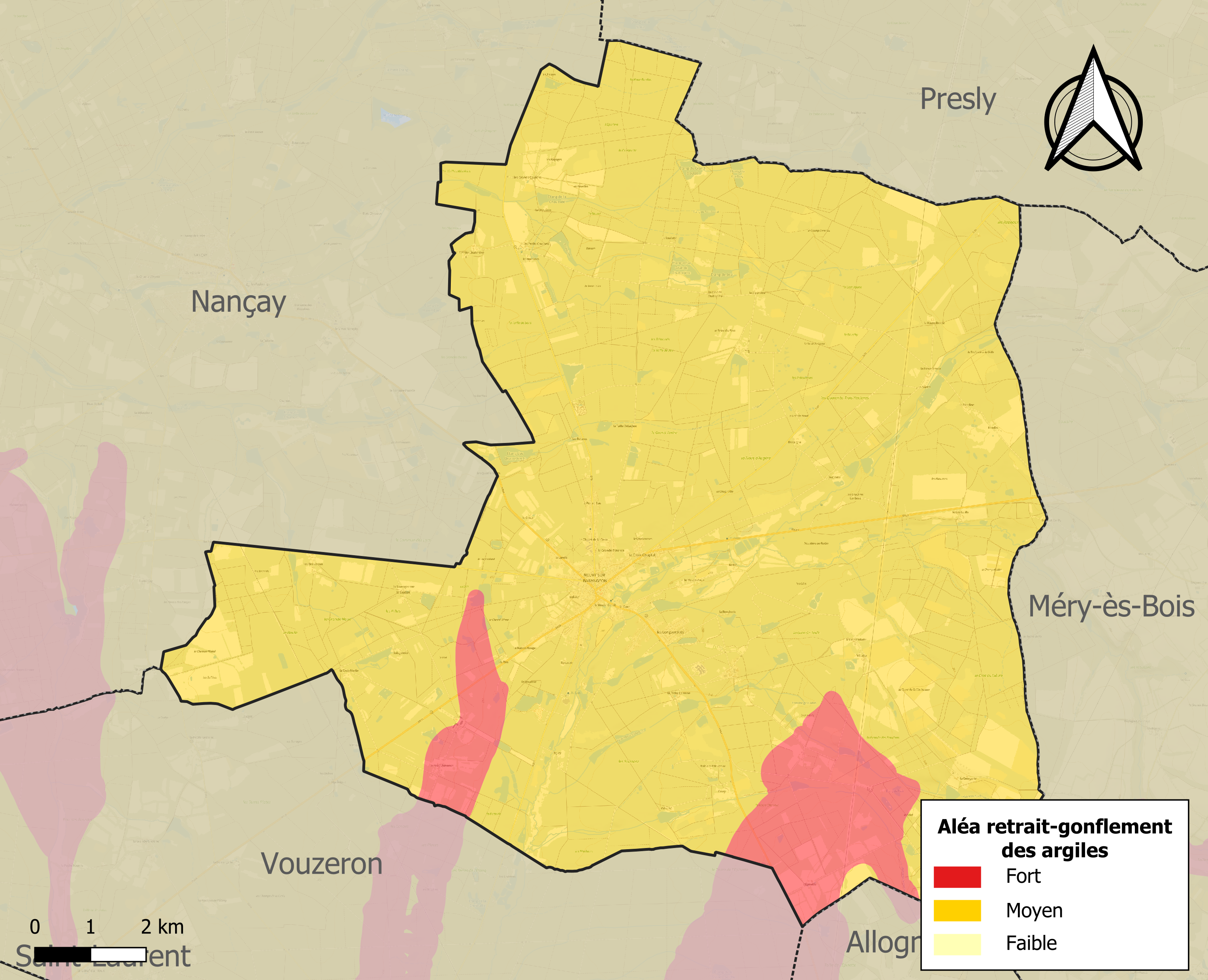
Carte des zones d'aléa retrait-gonflement des sols argileux de Neuvy-sur-Barangeon.

La commune est vulnérable au risque de mouvements de terrains constitué principalement du retrait-gonflement des sols argileux. Cet aléa est susceptible d'engendrer des dommages importants aux bâtiments en cas d’alternance de périodes de sécheresse et de pluie. La totalité de la commune est en aléa moyen ou fort (90 % au niveau départemental et 48,5 % au niveau national). Sur les 777 bâtiments dénombrés sur la commune en 2019, 777 sont en aléa moyen ou fort, soit 100 %, à comparer aux 83 % au niveau départemental et 54 % au niveau national. Une cartographie de l'exposition du territoire national au retrait gonflement des sols argileux est disponible sur le site du BRGM,.
Concernant les mouvements de terrains, la commune a été reconnue en état de catastrophe naturelle au titre des dommages causés par la sécheresse en 1989, 1992, 2002, 2006, 2011, 2018 et 2019 et par des mouvements de terrain en 1999.

#### Risques technologiques
Le risque de transport de matières dangereuses sur la commune est lié à sa traversée par des infrastructures routières ou ferroviaires importantes ou la présence d'une canalisation de transport d'hydrocarbures. Un accident se produisant sur de telles infrastructures est en effet susceptible d’avoir des effets graves au bâti ou aux personnes jusqu’à 350 m, selon la nature du matériau transporté. Des dispositions d’urbanisme peuvent être préconisées en conséquence.

## Histoire
Des ruines romaines existent à proximité. Son nom apparaît pour la première fois en 992. La paroisse est rattachée à plusieurs abbayes successives.
Seconde Guerre mondiale
En 1940, la Maison familiale pour enfants de Bourges, qui accueille entre autres des enfants espagnols réfugiés en France lors de la Retirada, est déplacée à Neuvy-sur-Barangeon pour la protéger des bombardements. Elle y reste pour la durée de la guerre.

## Politique et administration

### Rattachements administratifs et électoraux
La commune se trouve dans le département du Cher et, depuis 1984, dans l'arrondissement de Vierzon. Pour l'élection des députés, elle fait partie depuis 1988 de la deuxième circonscription du Cher.
Après avoir été le chef-lieu d'un fugace canton de Neuvy de 1793 à 1801, la commune faisait partie de 1801 à 1973 du canton de Vierzon, année où celui-ci est scindé et la commune rattachée au canton de Vierzon-2. Dans le cadre du redécoupage cantonal de 2014 en France Neuvy fait désormais partie du canton d'Aubigny-sur-Nère.

### Intercommunalité
Neuvy-sur-Barangeon était le siège de la communauté de communes les Villages de la Forêt, créée en 1999.
Cette intercommunalité a fusionné avec sa voisine pour former, le 1er janvier 2020, la communauté de communes Vierzon-Sologne-Berry et Villages de la Forêt dont la commune est désormais membre.

### Tendances politiques et résultats
| Scrutin             | Scrutin             | 1er tour | 1er tour | 1er tour | 1er tour | 1er tour  | 1er tour | 1er tour | 1er tour  | 1er tour | 1er tour | 1er tour | 1er tour | 2d tour | 2d tour | 2d tour | 2d tour | 2d tour | 2d tour |
| Scrutin             | Scrutin             | 1er      | 1er      | %        | 2e       | 2e        | %        | 3e       | 3e        | %        | 4e       | 4e       | %        | 1er     | 1er     | %       | 2e      | 2e      | %       |
| ------------------- | ------------------- | -------- | -------- | -------- | -------- | --------- | -------- | -------- | --------- | -------- | -------- | -------- | -------- | ------- | ------- | ------- | ------- | ------- | ------- |
| Présidentielle 2017 | Présidentielle 2017 |          | FN       | 31,49    |          | LR        | 20,65    |          | EM        | 17,51    |          | LFI      | 16,12    |         | FN      | 50,82   |         | EM      | 49,18   |
| Présidentielle 2022 | Présidentielle 2022 |          | RN       | 38,66    |          | LREM      | 24,76    |          | LFI       | 11,68    |          | REC      | 6,12     |         | RN      | 57,12   |         | LREM    | 42,88   |
| Législatives 2022   | 2e                  |          | RN       | 35,18    |          | MoDem-Ens | 24,31    |          | PCF-Nupes | 20,04    |          | LR       | 9,38     |         | RN      | 61,85   |         | PCF     | 38,15   |
| Législatives 2024   | 2e                  |          | RN       | 52,80    |          | MoDem-Ens | 19,72    |          | PCF-NFP   | 19,25    |          | DVD      | 6,68     |         | RN      | 62,81   |         | PCF     | 37,19   |

### Liste des maires
| Période   | Période   | Identité              | Étiquette | Qualité           |
| --------- | --------- | --------------------- | --------- | ----------------- |
| mars 2001 | mars 2008 | Hélène Grataroli      |           |                   |
| mars 2008 | mars 2014 | Michel Bugada         |           |                   |
| mars 2014 | En cours  | Marie-Pierre Cassard, |           | Ancienne employée |

## Démographie
L'évolution du nombre d'habitants est connue à travers les recensements de la population effectués dans la commune depuis 1793. Pour les communes de moins de 10 000 habitants, une enquête de recensement portant sur toute la population est réalisée tous les cinq ans, les populations de référence des années intermédiaires étant quant à elles estimées par interpolation ou extrapolation. Pour la commune, le premier recensement exhaustif entrant dans le cadre du nouveau dispositif a été réalisé en 2008.

En 2022, la commune comptait 1 114 habitants, en évolution de −6,93 % par rapport à 2016 (Cher : −2,48 %, France hors Mayotte : +2,11 %).
| 1793 | 1800 | 1806 | 1821 | 1831 | 1836 | 1841 | 1846 | 1851 |
| ---- | ---- | ---- | ---- | ---- | ---- | ---- | ---- | ---- |
| 809  | 746  | 775  | 860  | 841  | 904  | 877  | 915  | 985  |

| 1856 | 1861 | 1866 | 1872  | 1876  | 1881  | 1886  | 1891  | 1896  |
| ---- | ---- | ---- | ----- | ----- | ----- | ----- | ----- | ----- |
| 928  | 926  | 980  | 1 027 | 1 193 | 1 363 | 1 382 | 1 352 | 1 512 |

| 1901  | 1906  | 1911  | 1921  | 1926  | 1931  | 1936  | 1946  | 1954  |
| ----- | ----- | ----- | ----- | ----- | ----- | ----- | ----- | ----- |
| 1 431 | 1 491 | 1 487 | 1 279 | 1 323 | 1 211 | 1 087 | 1 349 | 1 244 |

| 1962  | 1968  | 1975  | 1982  | 1990  | 1999  | 2006  | 2008  | 2013  |
| ----- | ----- | ----- | ----- | ----- | ----- | ----- | ----- | ----- |
| 1 048 | 1 210 | 1 107 | 1 219 | 1 221 | 1 162 | 1 232 | 1 250 | 1 253 |

| 2018  | 2022  | - | - | - | - | - | - | - |
| ----- | ----- | - | - | - | - | - | - | - |
| 1 114 | 1 114 | - | - | - | - | - | - | - |

## Culture locale et patrimoine

### Lieux et monuments
- Le château de Saint-Hubert, ou château du Grand-Chavanon, bâti de 1895 à 1897 dans un style « néo-Louis XIII-Louis XIV » pour le vicomte Robert du Bourg de Bozas, « industriel métallurgiste nivernais passionné de chasse », qui le destinait à son fils qui ne l'a jamais occupé. Quatre statues de 1903 du sculpteur Émile Oscar Guillaume ornent les angles de la grande pièce d'eau du parc[28]. Les deux figures masculines représentent le Dieu fleuve, symbole de fertilité et de prospérité. Barbus, chevelus et couronnés de roseaux, ils sont torse nu et se tiennent à demi couchés selon le schéma classique de représentation de ces divinités. Le premier tient dans une main une corne d’abondance contenant des fruits et des épis de blé. Dans la mythologie grecque, la corne d'abondance est le symbole de la prospérité et de la richesse. Le Dieu-Fleuve est accompagné d’un enfant qui souffle dans une conque marine. À côté d’eux, se trouvent des roseaux ou des joncs, attributs habituels de ces divinités des eaux. Le second Dieu-Fleuve, le bras droit appuyé sur des roseaux, tient une large rame-gouvernail à large pale, signe de sa puissance et de sa domination sur l'eau. À ses côtés, un angelot tient la base de la rame.                  Les figures féminines représentent des Nymphes, elles aussi sont considérées comme des divinités bienfaisantes. Pour les réaliser, le sculpteur semble, là encore, s’être inspiré des sculptures qui décorent la margelle du parterre d’eau du château de Versailles. La première de ces Nymphes porte un diadème dans les cheveux. À demi couchée, son dos s’appuie sur des joncs ou des roseaux. De sa main droite, elle tient des fleurs – des roses ? - qui sortent d’une urne. Avec sa main gauche, elle enlace un enfant qui souffle dans une petite trompette. La seconde s’appuie, elle aussi, sur des joncs. Dans sa main gauche, elle semble tenir un collier de coquillages. L’enfant placé à ses côtés tient un poisson dans une de ses mains.
- En 1923, le domaine devient la propriété de la princesse de Caraman-Chimay, qui fit moderniser partiellement le décor intérieur. Le 9 juin 1933 fut prise, probablement en vue de sa mise en vente, une vue aérienne du château, de sa cour d'honneur et des bâtiments latéraux[29].

En 1935 Louis-Joseph Fillon, archevêque de Bourges, fit acheter le domaine afin d'y installer le Petit Séminaire du diocèse, puis en mars 1936 dom Bellot, bénédictin et architecte à Wisques (Pas-de-Calais), fit édifier une importante chapelle et un cloître en béton à parements de briques dans la cour d'honneur et dans l'axe central, interrompant ainsi une perspective de plus de 1500 mètres (de la conciergerie route de Vierzon à la route de Vouzeron).
Après différents propriétaires de 1970 à 1978, ce fut l'une des propriétés françaises du dictateur centrafricain Jean-Bedel Bokassa, qui fut louée et ensuite prêtée par le Cercle des Combattants de Roger Holeindre, un des dirigeants du Front national à l'époque (qui y forme les jeunes militants FN), puis rachetée en 2005 par un couple d'Australiens pour en faire un gîte de luxe, puis en 2010 par une société civile immobilière privée qui le gère depuis lors. En 2008 le château et son domaine sont inscrits au titre des monuments historiques,.
- L'église Notre-Dame date du XIIIe siècle et a été restaurée au XIXe siècle[35].
- Historimage, musée consacré aux guerres contemporaines.
- Le site de la Maison de l'Eau, avec un ancien moulin à eau datant du XVe siècle aménagé à la visite, jouxtant un petit parc et la tourbière de la Guette, avec sentier d'interprétation et des panneaux pédagogiques[36].
- L'étang de la Boulasse, lieu de rencontre de pétanque et de pêche, lieu de pique-nique et de balade.
- L'étang de la Noue, son camping et la pratique de la pêche.
- Le Barangeon, rivière qui traverse le village.

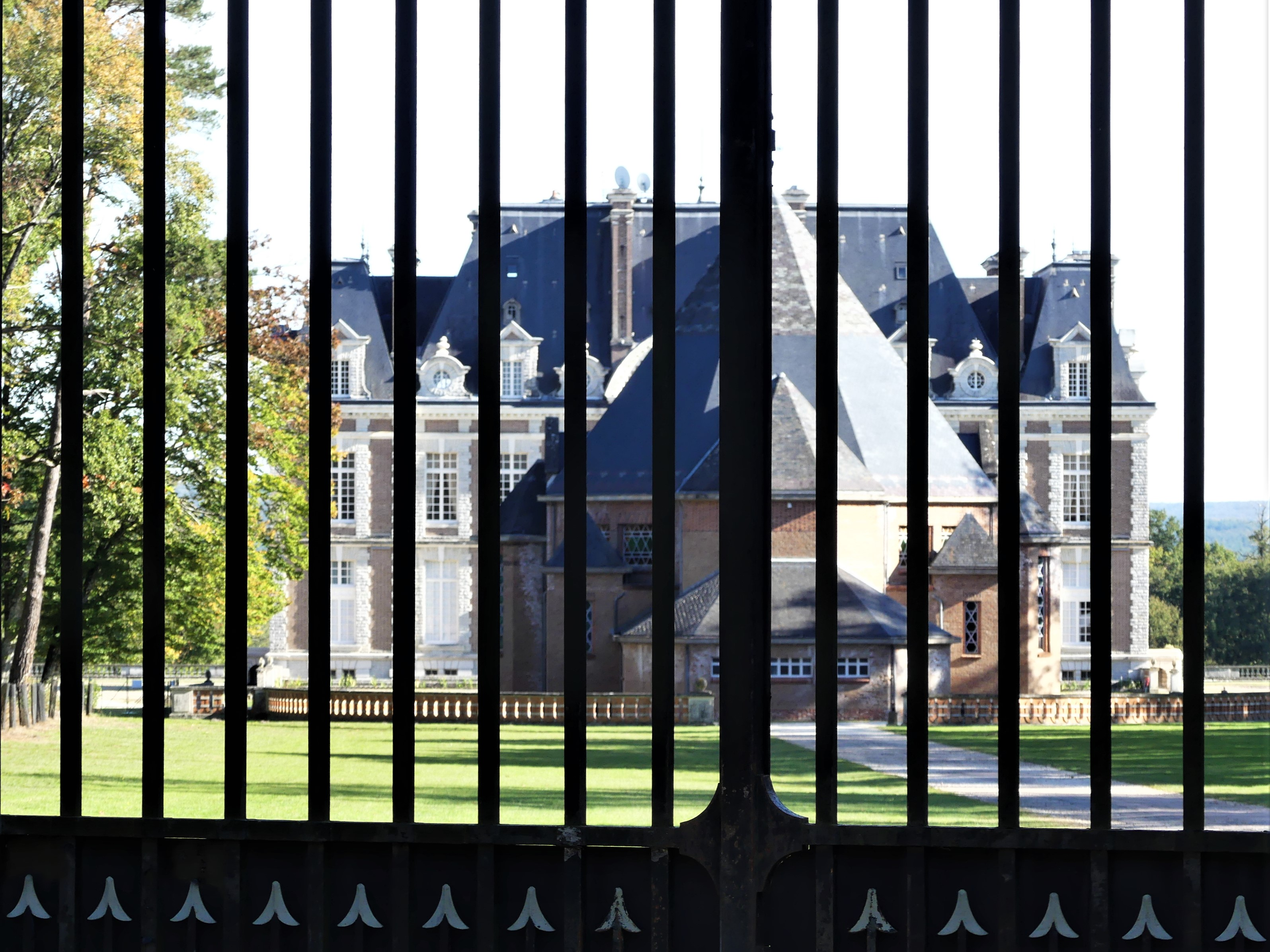
Derrière la grille, le château du Grand Chavanon masque en partie le château de Saint-Hubert.
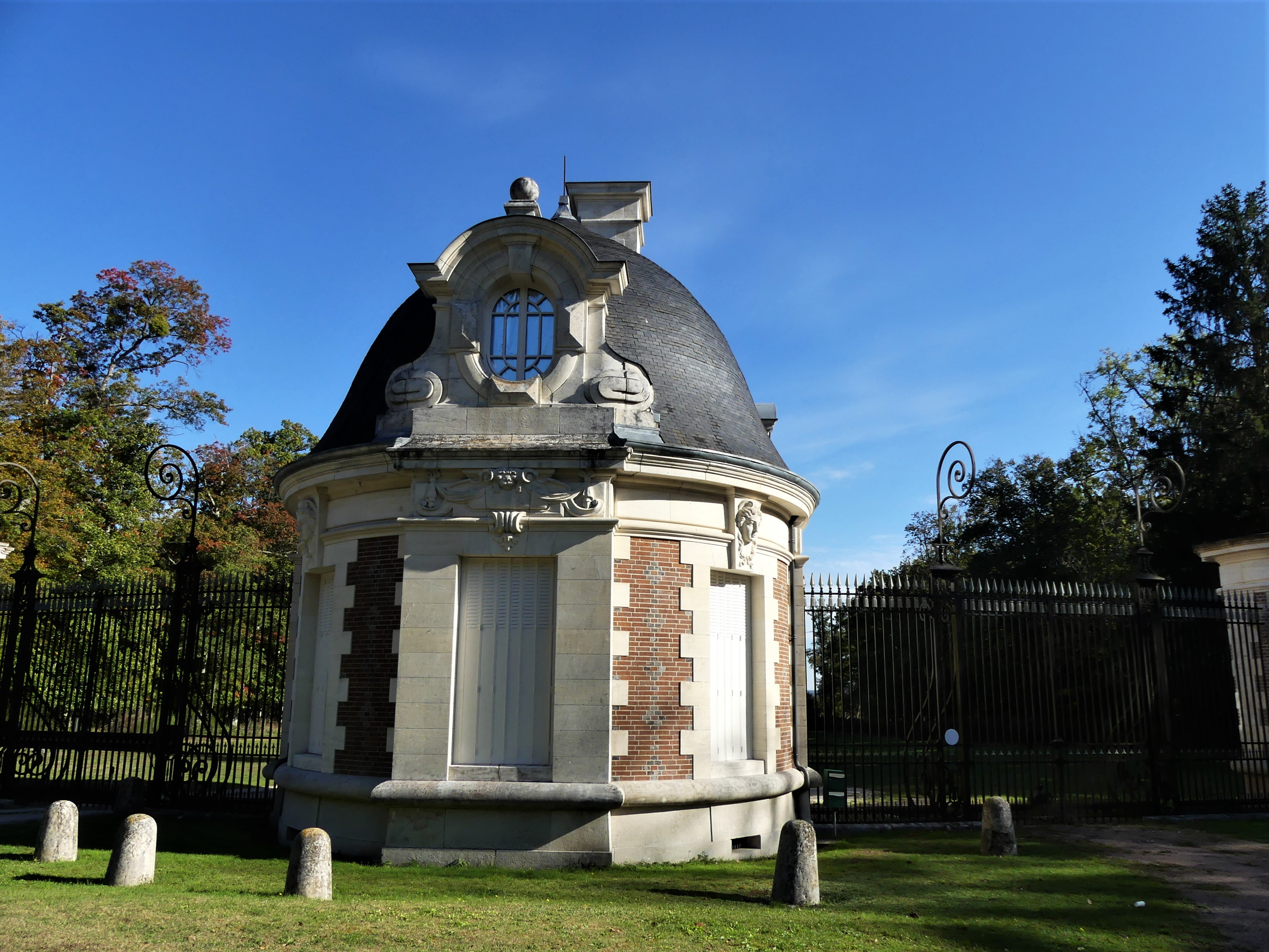
Le pavillon d'entrée du Grand Chavanon.
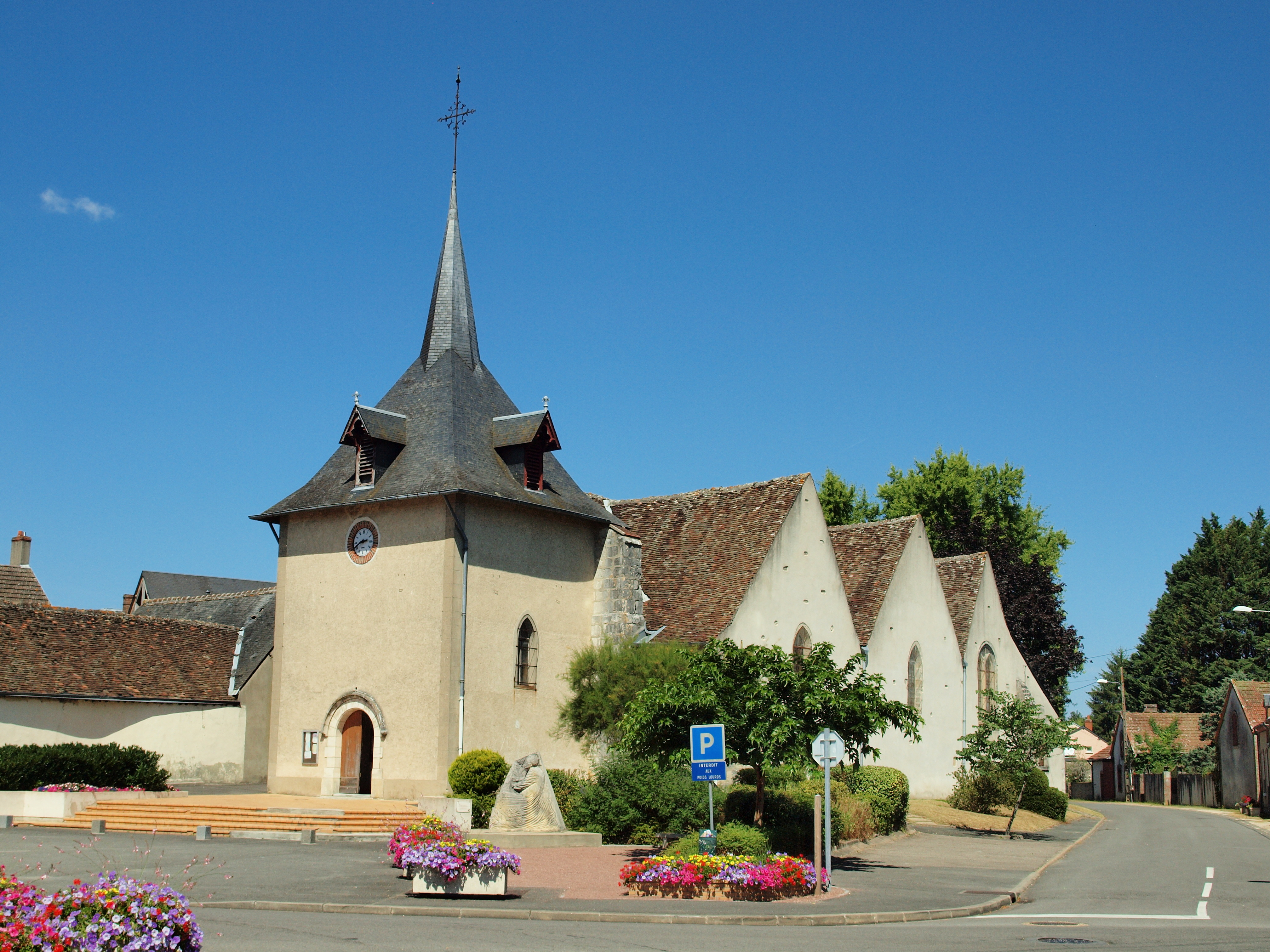
L'église Notre-Dame.
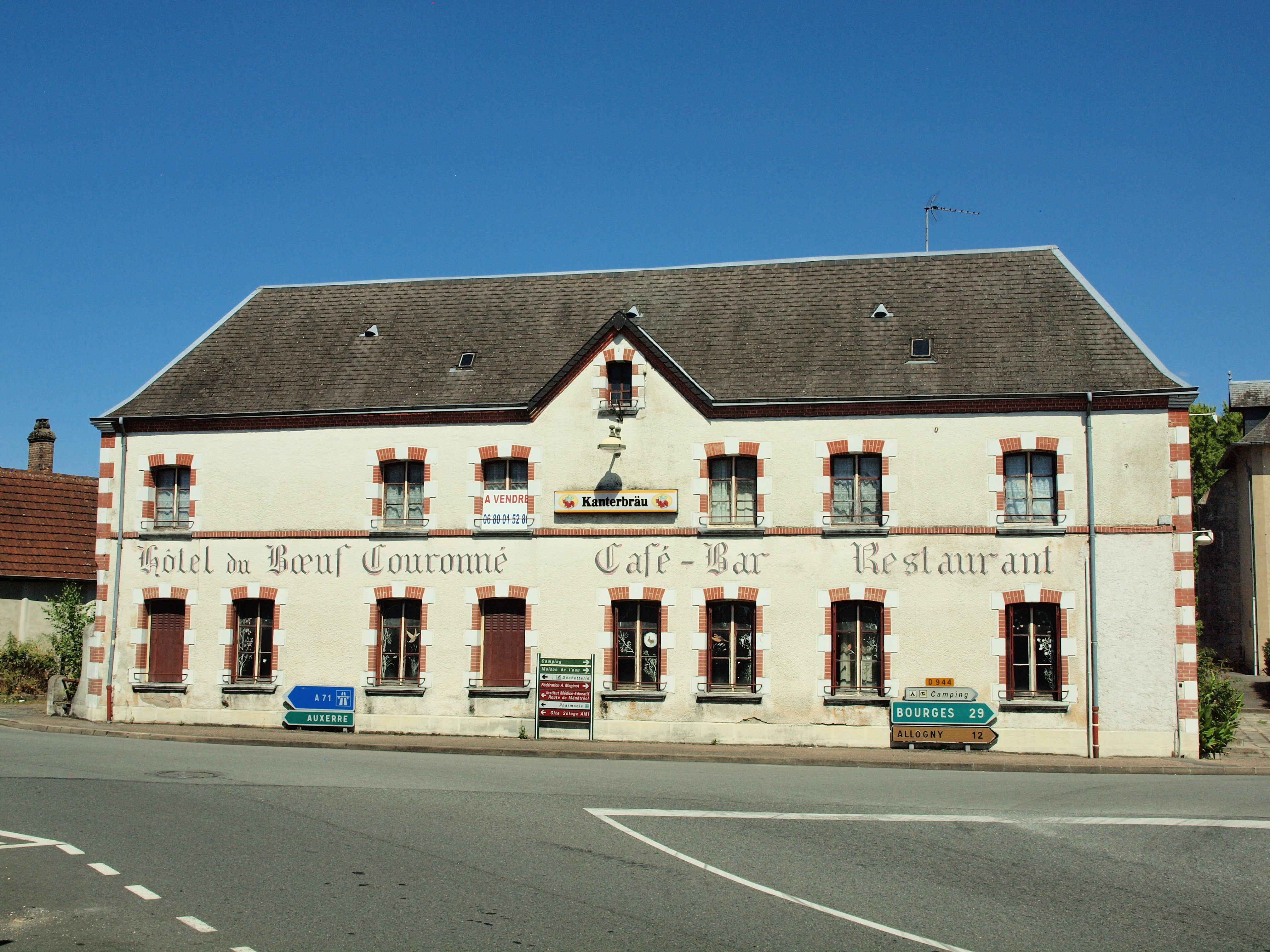
Auberge.
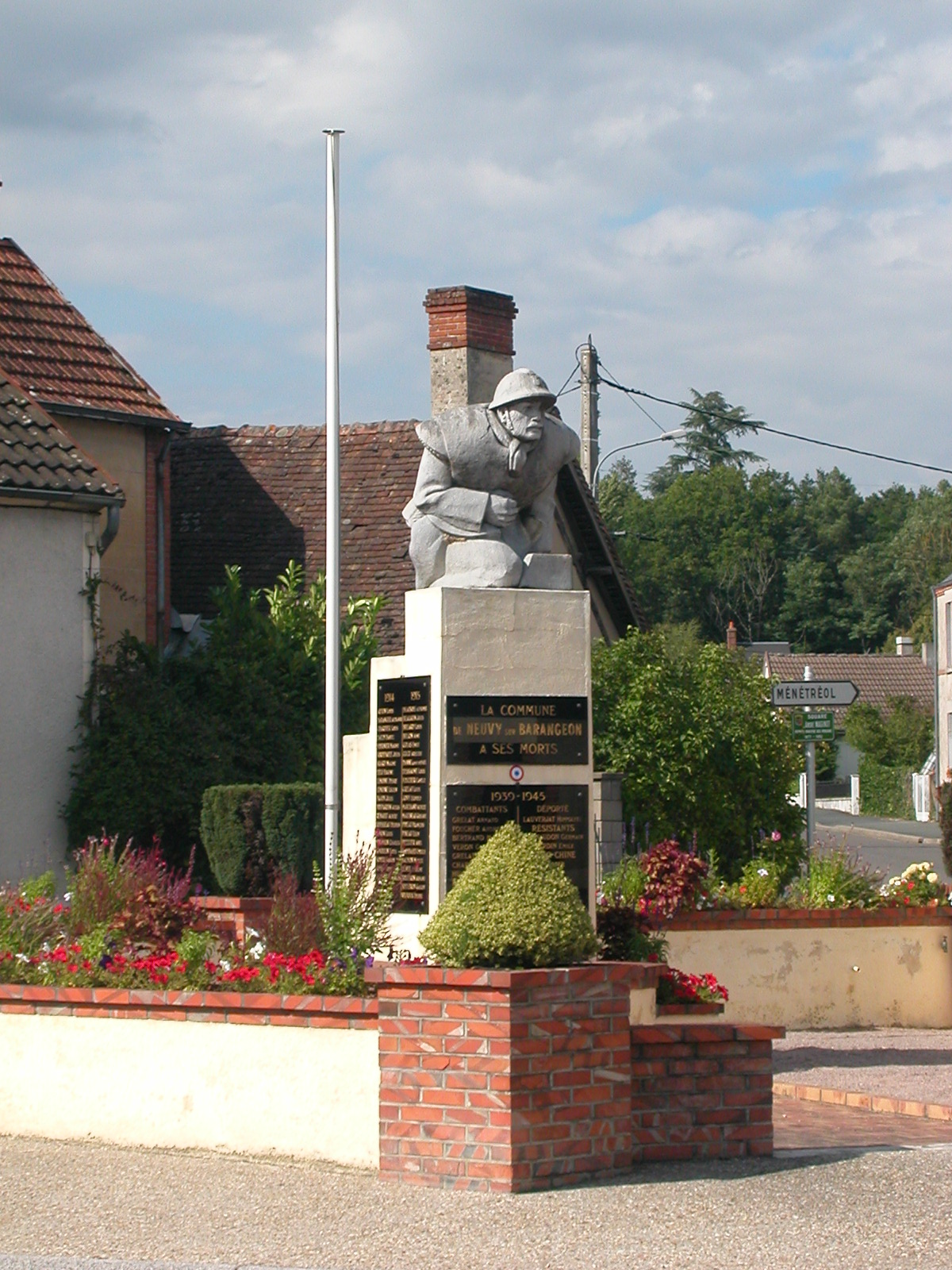
Le monument aux morts.
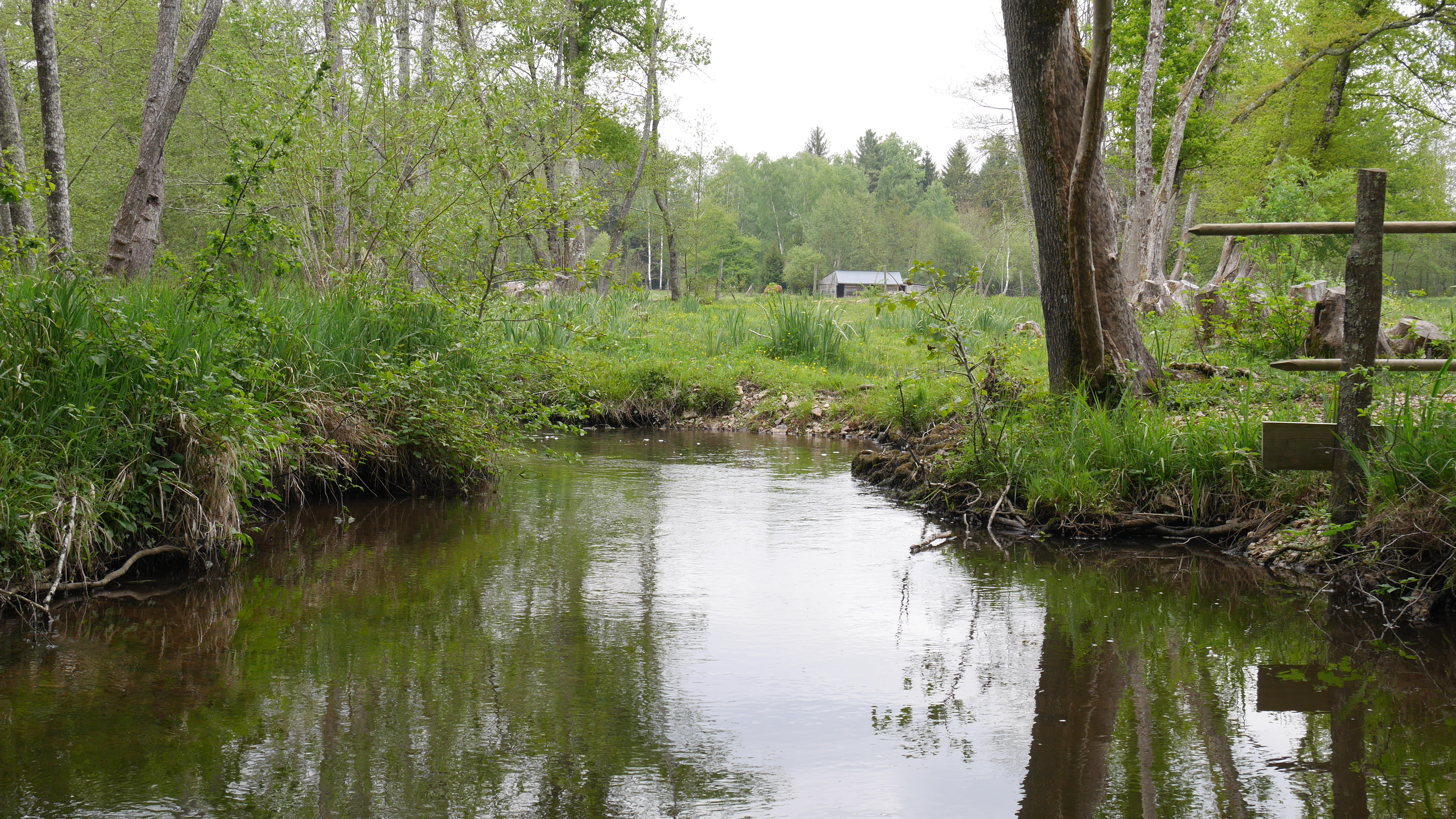
Le Barangeon.

### Personnalités liées à la commune
- Luísa Margarida de Barros Portugal, comtesse de Barral, est morte sur la commune en 1891.
- Robert Waitz (1900-1978), Résistant en Auvergne, médecin, y est né.
- Olivier Messiaen (1908-1992), compositeur, y a habité au début des années 1980, statue devant l'église.
- Jean Graczyk (1933-2004), cycliste sur route et sur piste français, y est né.
- Christophe Dechavanne, animateur de télévision, producteur d'émissions TV, y possède une propriété[37].
- Lorànt Deutsch (1975-), écrivain et acteur, y possède une propriété[38].
- Éric Larchevêque, entrepreneur et investisseur, y possède sa résidence principale[39].

### Héraldique
| Blason de Neuvy-sur-Barangeon | Blason  | Écartelé : au 1er de sinople au cerf contourné d'or, la tête de face, au 2e d'azur au chevron d'argent accompagné de trois quintefeuilles d'or, au 3e d'azur à deux poissons, le premier d'or, l'autre d'argent, au 4e de gueules à l'écot d'or. DeviseQuantum sufficit (Quantité suffisante). |
| Blason de Neuvy-sur-Barangeon | Détails | D'après les indications de Pascal Vagnat. |